# Blaszany bohater
Blaszany bohater (ang. Tin Man, 2007) – amerykański serial oparty na popularnej powieści autorstwa L. Franka Bauma Czarnoksiężnik z Krainy Oz, nadawany przez stację Sci Fi Channel od 2 grudnia 2007 r. W Polsce nadawany przez tę samą stację od 13 maja 2008 oraz przez Hallmark Channel od 14 grudnia 2008 r. Wyprodukowany został przez RHI Entertainment.

## Fabuła
Ponury i groźny świat serialu zamieszkują złe siostry, tchórzliwi szaleńcy, odmóżdżeni wynalazcy i cała zgraja niezwykłych postaci. Kraina O.Z. przedstawiona w Blaszanym Bohaterze to nie kolorowa wyprawa w stronę tęczy – to o wiele więcej!
DG (Zooey Deschanel) wiedzie nudne życie kelnerki na środkowym zachodzie. Szalejące tornado przenosi ją nieoczekiwanie „na drugą stronę” do świata O.Z.
O.Z. to zaczarowana kraina pełna cudów, która niestety jest nękana przez czarną magię.
Od dziesięciu lat O.Z. jest pogrążone w strachu za sprawą czarodziejki Azkadellii (Kathleen Robertson). Z pomocą oddziałów Długich Płaszczy i skrzydlatych szpiegów Mobatów (małpo-nietoperzy), Azkadelia pozbawiła władzy swoją matkę, prawowitą królową „Lawendowe Oczy” (Anna Galvin) i skompromitowała niegdyś potężnych przywódców krainy, takich jak Mystic Man (Richard Dreyfuss). Nawet niewielki, nieustraszony oddział Ruchu Oporu Wschodniej Gildii traci nadzieję na powstrzymanie złej czarodziejki. Wsłuchując się w szept własnych wspomnień, DG uświadamia sobie, że tylko ona może pokrzyżować nikczemne plany Azkadellii. Wizyta w Central City u „Błędnego Czarodzieja z O.Z.”, uwięzienie w wieży czarodziejki i odważna ucieczka drogą na południe do Krainy Niechcianych pokażą prawdziwe oblicze zaczarowanego świata, który zupełnie nie przypomina domu.

## Obsada
- Zooey Deschanel jako DG
- Alan Cumming jako Glitch
- Neal McDonough jako Cain
- Kathleen Robertson jako Azkadellia
- Raoul Trujillo jako Raw
- Rachel Pattee jako Młoda DG
- Richard Dreyfuss jako Mystic Man
- Callum Keith Rennie jako Zero
- Aaron Stephens jako Roy
- Tinsel Korey jako Airofday

## Spis odcinków
| Premiera odcinka | N/o | Polski tytuł | Angielski tytuł        |
| ---------------- | --- | ------------ | ---------------------- |
|                  |     |              |                        |
| SERIA PIERWSZA   |     |              |                        |
|                  |     |              |                        |
| 13.05.2008       | 01  |              | Into the Storm         |
| 13.05.2008       | 02  |              | Into the Storm         |
|                  |     |              |                        |
| 20.05.2008       | 03  |              | Search for the Emerald |
| 20.05.2008       | 04  |              | Search for the Emerald |
|                  |     |              |                        |
| 27.05.2008       | 05  |              | Tin Man                |
| 27.05.2008       | 06  |              | Tin Man                |
|                  |     |              |                        |